# Weronika Archipowa
Weronika Archipowa (russisch Вероника Архипова; * 18. September 2002) ist eine russische Leichtathletin, die sich auf den Sprint spezialisiert hat.

## Karriere
Erste Erfahrung bei internationalen Meisterschaften sammelte Weronika Archipowa im Jahr 2021, als sie bei den U20-Europameisterschaften in Tallinn in 53,41 s die Bronzemedaille im 400-Meter-Lauf gewann. Anschließend startete sie bei den U20-Weltmeisterschaften in Nairobi, schied dort aber mit 54,87 s in der ersten Runde aus. 
In den Jahren 2020 und 2021 wurde Archipowa russische Meisterin in der 4-mal-400-Meter-Staffel.

## Persönliche Bestzeiten
- 400 Meter: 52,70 s, 25. Juni 2021 in Tscheboksary
  - 400 Meter (Halle): 54,31 s, 10. Februar 2021 in Smolensk